# Chilacayote, Guerrero
Chilacayote är en ort i Mexiko.   Den ligger i kommunen Ajuchitlán del Progreso och delstaten Guerrero, i den södra delen av landet, 250 km sydväst om huvudstaden Mexico City. Chilacayote ligger 1 569 meter över havet och antalet invånare är 142.
Terrängen runt Chilacayote är varierad. Runt Chilacayote är det ganska glesbefolkat, med 21 invånare per kvadratkilometer. Närmaste större samhälle är Pocitos del Balcón, 9,6 km öster om Chilacayote. I omgivningarna runt Chilacayote växer i huvudsak blandskog.